# Aphytis fioriniae
Aphytis fioriniae is een vliesvleugelig insect uit de familie Aphelinidae. De wetenschappelijke naam is voor het eerst geldig gepubliceerd in 1989 door Rosen & Rose.